# Апостольська нунціатура

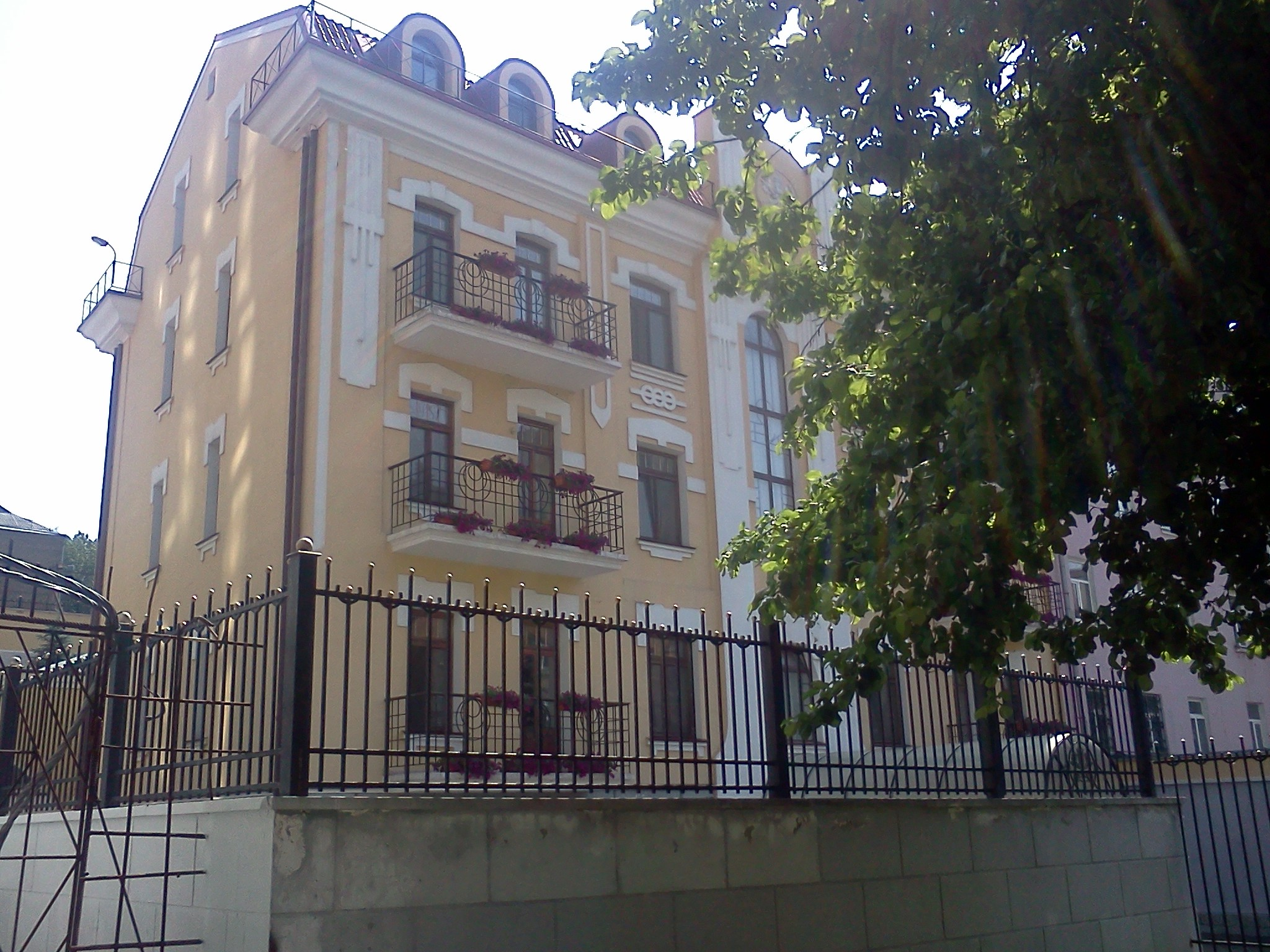
Апостольська нунціатура в Україні, Київ

Апостольська нунціатура – ще вищий рівень дипломатичного представництва Ватикану, еквівалент посольства.

## Опис
Головою апостольської нунціатури є нунцій. Нунцій — це церковний дипломатичний ранг, походить від латинського «nuntius» - вісник. Папський нунцій (офіційно відомий як Апостольський нунцій) є постійним дипломатичним представником (головою дипломатичної місії) Святого Престолу в країні чи в одній з двох міжнародних міжурядових організації (ЄС чи АСЕАН), він має ранг посла і, як правило, церковний ранг титулярного архієпископа. Папські представники до інших міжурядових організацій називаються "постійними спостерігачами" або "делегатами".
Крім того, нунцій служить сполучною ланкою між Святим Престолом і католицькою церквою в конкретній державі, здійснює нагляд за єпархіальними єпископами і грає важливу роль у виборі єпископів.

## Див. Також
- Апостольська нунціатура в Україні